# Fulvii
Légende :
♦Patricien, ♦Plébéien, ♦Consulaire, ♦Sénatorial, ♦Équestre
Gens et Liste des gentes romaines
Les Fulvii sont les membres de la gens Fulvia, une des plus illustres familles plébéiennes de la Rome antique, originaire de Tusculum. Les Fulvii bénéficient d'une réputation d'excellents militaires. Lucius Fulvius Curvus est le premier membre de la gens à atteindre le consulat grâce au patronage des Fabii.

## Cognomina
Les branches principales sont les Flacci et les Nobiliores.

## Principaux membres

### Sous la République

#### Branches desCurvi,PaetinietLongi
- Lucius Fulvius, (v.-410 - ?)
  - Lucius Fulvius, (v.-390 - ?)
    - Lucius Fulvius Curvus, (v.-365 - ap.-316), consul en 322 et maître de cavalerie en 316 av. J.-C.
      - Marcus Fulvius Curvus Paetinus, (v.-345 - ?), consul suffect en 305 av. J.-C.
        - Caius Fulvius Curvus, (v.-325 - , édile plébéien en 296 av. J.-C.

  - ? Cnaeus Fulvius, (v.-390 - ?)
    - Cnaeus Fulvius, (v.-365 - ?)
      - Marcus Fulvius Paetinus, (v.-345 - ap.-299), consul en 299 av. J.-C.
        - Marcus Fulvius, (v.-325 - ?)
          - Servius Fulvius Paetinus Nobilior, (v.-300 - ap.-253), consul en 255 av. J.-C.
            - Marcus Fulvius Nobilor, (v.-260 - ?)
              - Marcus Fulvius Nobilior, (v.-230 - ap.-179), consul en 189 av. J.-C.
                - Marcus Fulvius Nobilior, (v.-203 - ap.-158), consul en 159 av. J.-C.
                - Quintus Fulvius Nobilor, (v.-196 - ap.-136), consul en -153, censeur en -136;
                  - ? Quintus Fulvius, (? - ap.v.-135/0);
                    - ? (Fulvius Nobilor), sénateur romain;
                      - Marcus Fulvius Nobilior, (v.-100 - ap.-54), chevalier romain partisans de Catilina;

        - ? Quintus Fulvius Flaccus, (v.-320 - ?)
          - Marcus Fulvius Flaccus, (v.-300 - ap.-246), consul en 264 av. J.-C.
            - Quintus Fulvius Flaccus, (v.-280 - -205), consul en -237, -224, -212 et -209, dictateur romain en -210
              - Marcus Fulvius Flaccus, (v.-210 - ap.-171), tribun militaire en -180;
                - Marcus Fulvius Flaccus, (v.-170 - -121), consul en 125 av. J.-C.
                  - Fulvius Flaccus, (v.-145 - -121)
                  - Quintus Fulvius Flaccus, (v.-138 - -121)
                  - Fulvia, épouse de Lucius Iulius Caesar
                  - ? (Fulvius Flaccus), (v.-130 - ?);
                    - Marcus Fulvius Flaccus Bambalio, (v.-105 - ?), sénateur
                      - Fulvia Flacca Bambula, (v.-75 - -40), épouse de Clodius Pulcher, puis de Curion, puis de Marc Antoine;

            - Caius Fulvius Flaccus, (v.-250 - ?)
            - Cnaeus Fulvius Flaccus, (v.-250 - ap.-211), préteur en -212;
              - Cnaeus Fulvius, (v.-225 - ap.-190), préteur peregrin en -190;
                - Cnaeus Fulvius, (v.-205 - ap.-167), préteur en -167;

              - Quintus Fulvius Flaccus, (v.-225 - ap.-180), consul en 180 et suffect en 179 av. J.-C.;
                - Caius Fulvius Flaccus, (v.-175 - ap.-134), consul en -134;

      - Cnaeus Fulvius Maximus Centumalus, (v.-340 - ap.-263), consul en 298 av. J.-C.

  - ? (Fulvius)
    - ? Publius Fulvius Longus, triumvir colonia deducenda pour la colonie latine de Saticula dans le Samnium en 313 av. J.-C.

#### Fulvii Gillo
- Quintus Fulvius Gillo, (v.-240 - ap.-200), préteur en -200;
  - ? (Fulvius Gillo), (v.-205 - ?);
    - ? (Fulvius Gillo), (v.-170 - ?);
      - ? (Fulvius Gillo), (v.-135 - ?);
        - ? (Fulvius Gillo), (v.-100 - ?);
          - ? (Fulvius Gillo), (v.-65 - ?);
            - ? (Fulvius Gillo), (v.-30 - ?);
              - Marcus (Fulvius Gillo), (v.5 - ?);
                - Marcus Fulvius Gillo, (v.35 - ap.v.91), consul suffect en 76, proconsul d'Asie;
                  - Quintus Fulvius Gillo Bittius Proculus, (v.60 - 119), consul suffect, Frères Arvales, proconsul d'Asie;

### Sous l'Empire

#### Fulvii Rustici
Les Fulvii Rustici sont originaires de Mediolanum, ils sont inscrits dans la Tribu Oufentina.
- (Fulvius Rusticus), (v.35 - ?);
  - Lucius Fulvius Rusticus Vettius Secundus, (v.60 - ?), chevalier romain;
    - Lucius Fulvius Rusticus, (v.85 - ?);
      - Lucius Fulvius Rusticus Aemilianus, (v.110 - ?), consul suffect vers 155/160.
        - Lucius Fulvius Gavius Numisius Petronius Aemilianus, (v.138 - v.172), préteur d'Auguste tutélaire en 169[b 1];
          - Lucius Fulvius Gavius Petronius Aemilianus, (v.165 - ap.206), consul en 206;
            - Lucius Fulvius Gavius Numisius Aemilianus, (v.195 - ap.249), consul II en 249;
              - ? Aemilianus, (v.240 - ap.276), consul en 276;

            - Fulvius Aemilianus, (v.205 - ap.244), consul en 244[b 2];

          - Fulvia Cervidia Vestina, (v.165 - ?)

        - ? Lucia Fulvia Numisia Procula, (v.140 - ?);

    - ? (Fulvia), (v.85 - ?), épouse de Marcus Baebius;

  - ? (Fulvia Rustica), (v.60 - ?), épouse de Lucius Bruttius Maximus;

#### Fulvii Pii
Les Fulvii Pii sont originaires de Leptis Magna, ils sont inscrits dans la Tribu Quirina.
- (Fulvius), (v.50 - ?);
  - Fulvius Pius, (v.75 - ?), notable de Lepcis;
    - (Fulvius Pius), (v.100 - ?);
      - Fulvia Pia, (v.125 - av.198), épouse de Publius Septimius Geta, mère de Septime Sévère;
      - Caius (Fulvius Plautianus), (v.130 - ?);
        - Caius Fulvius Plautianus, (v.155 - 205), préfet du prétoire, consul II en 203;
          - Caius Fulvius Plautius Hortensianus, (v.180 - 212);
            - ? Caius Fulvius Pius, (v.205 - ap.238), consul en 238;

          - Publia Fulvia Plautilla, (v.185 - 212), épouse de Caracalla;

#### Fulvii Ursi
Les Fulvii Ursi sont originaire de Tarragone, ils sont inscrits dans la Tribu Quirina.
- Lucius Fulvius Ursus, (v. 135 - ?);
  - Lucius Fulvius Numisianus, (v. 160 - ap. v. 185/92), sénateur romain[2];
    - Fulvia Procula, (v. 185 - ?);

  - Fulvia Procula, (v. 165 - ?)[b 3];

#### Fulvii Macriani
- Marcus Fulvius Macrianus, (v.200 - 261), chevalier romain, rationalis Augusti;
  - Imp. Caesar Titus Fulvius Iunius Macrianus Aug., (v.225 - 261), usurpateur en 260;
  - Imp. Caesar Titus Fulvius Iunius Quietus Aug., (v.230 - 261), usurpateur en 260;